# Zagorje, Kozje
Zagorje este o localitate din comuna Kozje, Slovenia, cu o populație de 207 locuitori.